# Adam Bieńkowski (oficer)
Adam Bieńkowski herbu Łada, także Adam Łada-Bieńkowski (ur. 2 października 1892 we Lwowie, zm. 15 października 1942 na Wydmach Łuże) – rotmistrz Wojska Polskiego, działacz społeczny, kawaler Orderu Virtuti Militari.

## Życiorys
Urodził się 2 października 1892 we Lwowie jako syn Adama. U kresu I wojny światowej brał udział w obronie Lwowa podczas wojny polsko-ukraińskiej. W stopniu porucznika dokonał przejęcia zbrojnego od Ukraińców Szkoły Kadeckiej, obsadził stanowisko i był komendantem Pododcinka „Szkoła Kadecka” w obrębie Odcinka I. 17 listopada 1918 po zmasowanych natarciu Ukraińców na szkołę atak został skutecznie i w sposób zorganizowany odparty, po czym nieliczne siły polskie przeszły do kontrataku na cofające się ok. 10-krotnie liczniejsze siły wroga (łącznie w tym czasie miało być zmobilizowanych ok. 700 Ukraińców), zajmując Persenkówkę wraz z elektrownią, plac powystawowy, ulicę Poniatowskiego, docierając do ulicy św. Zofii – operacja dowodzona przez ppor. Bieńkowskiego została określona za jedno z największych polskich zwycięstw podczas obrony Lwowa, zaś w rezultacie tych walk Ukraińcy przystali na zawieszenie broni, które z kolei umożliwiło przeczekanie Polakom na wsparcie sił kpt. Michała Tokarzewskiego-Karaszewicza. Za swoje czyny nocą 21 listopada 1918 Adam Bieńkowski został awansowany do stopnia rotmistrza. Brał udział w wojnie polsko-bolszewickiej, podczas której pełnił funkcje dowódcy I dywizjonu 214 pułku ułanów Armii Ochotniczej, a jesienią 1920 został dowódcą tego pułku.
Po odzyskaniu przez Polskę niepodległości 1918 został przyjęty do Wojska Polskiego. Został zweryfikowany w stopniu rotmistrza rezerwy kawalerii ze starszeństwem z dniem 1 czerwca 1919. W 1923, 1924 był oficerem rezerwowym 24 pułku ułanów w garnizonie Kraśnik. W okresie II Rzeczypospolitej był dyrektorem Obywatelskiego Komitetu Zimowej Pomocy Bezrobotnym oraz przewodniczącym okręgu warszawskiego ZHP. W 1939 był wiceprzewodniczącym Obwodu Warszawa-Południe Obozu Zjednoczenia Narodowego.
W czasie okupacji niemieckiej należał do organizacji Polska Niepodległa . 18 czerwca 1942 na ul. Wspólnej 3 w Warszawie został zatrzymany przez Niemców i osadzony w więzieniu Gestapo na Szucha . 15 października 1942 został zamordowany w egzekucjach na Wydmach Łuże .

## Ordery i odznaczenia
- Krzyż Srebrny Orderu Wojskowego Virtuti Militari nr 3186 (10 sierpnia 1922)[14][15]
- Krzyż Niepodległości (16 marca 1937)[16]
- Złoty Krzyż Zasługi (11 listopada 1937)[17]